# Jordan Rally 2008
Jordanska rallyt 2008 är den femte deltävlingen i Rally-VM 2008. Rallyt ägde rum 25–27 april 2008 väster om Jordaniens huvudstad Amman i regionen kring Döda havet och är första gången som Jordanska rallyt är en deltävling i Rally-VM.

## Slutställning
| Plac. | Förare             | Kartläsare           | Bil            | Tid       | Tidsskillnad | Poäng |
| ----- | ------------------ | -------------------- | -------------- | --------- | ------------ | ----- |
| 1.    | Mikko Hirvonen     | Jarmo Lehtinen       | Ford Focus RS  | 4.02.47,9 | -            | 10    |
| 2.    | Daniel Sordo       | Marc Marti           | Citroën C4     | 4.04.03,6 | 1.15,7       | 8     |
| 3.    | Chris Atkinson     | Stéphane Prévot      | Subaru Impreza | 4.07.47,4 | 4.59,5       | 6     |
| 4.    | Henning Solberg    | Cato Menkerud        | Ford Focus RS  | 4.10.23,7 | 7.35,8       | 5     |
| 5.    | Matthew Wilson     | Scott Martin         | Ford Focus RS  | 4.13.29,6 | 10.41,7      | 4     |
| 6.    | Federico Villagra  | Jorge Pérez Companc  | Ford Focus RS  | 4.14.10,1 | 11.22,2      | 3     |
| 7.    | Jari-Matti Latvala | Miikka Anttila       | Ford Focus RS  | 4.15.03,5 | 12.15,6      | 2     |
| 8.    | Gigi Galli         | Giovanni Bernacchini | Ford Focus RS  | 4.15.12,3 | 12.24,4      | 1     |

## Specialsträckor
| Dag        | Etapp | Namn           | Längd    | Vinnare             | Tid     | Snitthast. | Rallyledare         |
| ---------- | ----- | -------------- | -------- | ------------------- | ------- | ---------- | ------------------- |
| 1 (25 apr) | SS1   | Suwayma 1      | 13,03 km | D. Sordo P. Solberg | 6.40,2  | 117,2 km/h | D. Sordo P. Solberg |
| 1 (25 apr) | SS2   | Mahes 1        | 20,00 km | D. Sordo            | 13.54,8 | 86,2 km/h  | D. Sordo            |
| 1 (25 apr) | SS3   | Mount Nebo 1   | 11,10 km | D. Sordo            | 8.02,9  | 82,8 km/h  | D. Sordo            |
| 1 (25 apr) | SS4   | Mai'n 1        | 13,46 km | S. Loeb             | 9.55,4  | 81,4 km/h  | D. Sordo            |
| 1 (25 apr) | SS5   | Suwayma 2      | 13,03 km | J. Latvala          | 6.37,7  | 117,9 km/h | D. Sordo            |
| 1 (25 apr) | SS6   | Mahes 2        | 20,00 km | S. Loeb             | 13.38,5 | 88,0 km/h  | D. Sordo            |
| 1 (25 apr) | SS7   | Mount Nebo 2   | 11,10 km | S. Loeb             | 7.52,6  | 84,6 km/h  | D. Sordo            |
| 1 (25 apr) | SS8   | Mai'n 2        | 13,46 km | M. Hirvonen         | 9.46,7  | 82,6 km/h  | D. Sordo            |
| 2 (26 apr) | SS9   | Turki 1        | 14,13 km | S. Loeb             | 8.18,1  | 102,1 km/h | S. Loeb             |
| 2 (26 apr) | SS10  | Erak Elamir 1  | 12,47 km | S. Loeb             | 8.40,9  | 86,2 km/h  | S. Loeb             |
| 2 (26 apr) | SS11  | Shuna 1        | 15,19 km | S. Loeb             | 11.54,9 | 76,5 km/h  | S. Loeb             |
| 2 (26 apr) | SS12  | Baptism Site 1 | 13,13 km | D. Sordo            | 6.42,2  | 117,5 km/h | D. Sordo            |
| 2 (26 apr) | SS13  | Turki 2        | 14,13 km | M. Hirvonen         | 8.15,7  | 102,6 km/h | D. Sordo            |
| 2 (26 apr) | SS14  | Erak Elamir 2  | 12,47 km | G. Galli            | 8.40,8  | 86,2 km/h  | J. Latvala          |
| 2 (26 apr) | SS15  | Shuna 2        | 15,19 km | G. Galli            | 11.57,8 | 76,2 km/h  | J. Latvala          |
| 2 (26 apr) | SS16  | Baptism Site 2 | 13,13 km | G. Galli            | 6.41,2  | 117,8 km/h | D. Sordo            |
| 3 (27 apr) | SS17  | Kafrain 1      | 16,49 km | M. Hirvonen         | 11.02,5 | 89,6 km/h  | J. Latvala          |
| 3 (27 apr) | SS18  | Wadi Shueib 1  | 9,18 km  | S. Loeb             | 7.10,1  | 76,8 km/h  | M. Hirvonen         |
| 3 (27 apr) | SS19  | Jordan River 1 | 41,45 km | S. Loeb             | 28.32,8 | 87,1 km/h  | M. Hirvonen         |
| 3 (27 apr) | SS20  | Kafrain 2      | 16,49 km | J. Latvala          | 11.00,4 | 89,9 km/h  | M. Hirvonen         |
| 3 (27 apr) | SS21  | Wadi Shueib 2  | 9,18 km  | S. Loeb             | 7.04,8  | 77,8 km/h  | M. Hirvonen         |
| 3 (27 apr) | SS22  | Jordan River 2 | 41,45 km | M. Hirvonen         | 28.09,1 | 88,3 km/h  | M. Hirvonen         |